# Trịnh Vũ công
Trịnh Vũ công (chữ Hán: 鄭武公; trị vì: 771 TCN–744 TCN), tên thật là Cơ Quật Đột (姬掘突), là vị vua thứ hai của nước Trịnh – chư hầu nhà Chu trong lịch sử Trung Quốc.
Cơ Quật Đột con trai của Trịnh Hoàn công – vị vua đầu tiên của nước Trịnh. Năm 771 TCN, Chu U Vương bị quân Khuyển Nhung đánh, Trịnh Hoàn công đem quân giúp U Vương, bị Khuyển Nhung giết chết. Quật Đột khi ấy là thế tử, liền đem quân trợ giúp nhà Chu diệt Khuyển Nhung báo thù cho cha. Quân Trịnh phối hợp với quân các nước Tấn, Tần, Vệ đánh tan Khuyển Nhung, đưa Chu Bình Vương lên ngôi. Để tưởng thưởng, Bình Vương thăng cho ông từ tước "bá" lên tước "công" và cho kế nhiệm cha làm Khanh sĩ nhà Chu.
Cơ Quật Đột kế vị cha, trở thành Trịnh Vũ công, sau đó dời đô sang đất Tân Trịnh.
Năm 760 TCN, Trịnh Vũ công lập Vũ Khương, con gái Thân hầu làm Phu nhân. Vũ Khương sinh 2 con trai là Cơ Ngộ Sinh và Cơ Đoàn. Vì sinh Ngộ Sinh bị ngược và suýt chết, Vũ Khương tỏ ra lạnh nhạt với Ngộ Sinh, và có ý thiên vị Cơ Đoàn. Vũ công lập con trưởng Ngộ Sinh làm thế tử, điều này khiến bà bất mãn.
Năm 744 TCN, Vũ công lâm bệnh, Vũ Khương xin ông phế Ngộ Sinh lập Cơ Đoàn nhưng Vũ công không nghe, vì Ngộ Sinh là Đích trưởng tử. Vũ công qua đời, Ngộ Sinh nối ngôi, tức Trịnh Trang công.